# The Transformed Man
The Transformed Man è il primo album solista dell'attore William Shatner, pubblicato nel 1968 su etichetta Decca Records (n. cat. #DL 75043), mentre Shatner recitava ancora in Star Trek.

## Il disco
La copertina originale dell'album indicava Shatner come "Captain Kirk of Star Trek" per invogliare gli acquirenti all'acquisto capitalizzando sulla sua fama. Il concetto base del disco fu quello di giustapporre famosi brani di poesia di Shakespeare e di altri autori, con le loro controparti moderne, i testi delle canzoni di musica pop. L'album è ricordato più come un curioso oggetto kitsch piuttosto che una seria opera musicale, e contiene lo stile "parlato" di Shatner, che non sapendo cantare recitò i testi delle canzoni con tono drammatico, enfatico e pause ad effetto.

## Accoglienza
In una recensione retrospettiva, Greg Prato del sito AllMusic assegnò quattro stellette e mezzo su cinque a The Transformed Man, sebbene con serie riserve. Egli scrisse che ascoltando il disco, "non è ben chiaro se Shatner si stia solo divertendo non prendendosi sul serio, oppure se sia serio in maniera imbarazzante... ". Prato concluse dichiarando che "il risultato finale, è (inconsapevolmente?) un classico della commedia".
Tuttavia, nel 2006, la rivista Q inserì The Transformed Man alla posizione numero 45 della lista dei 50 peggiori album di sempre da loro redatta.
Inoltre, nel 2016, il sito web Alternative Nation classificò al primo posto l'album nella classifica "Top 10 Musical Oddities" ("Top 10 stranezze musicali").

## Tracce
1. King Henry the Fifth/Elegy for the Brave (Don Ralke · Frank Davenport) - 6:16
2. Theme from Cyrano/Mr. Tambourine Man (Don Ralke/Traduzione di Frank Davenport · Bob Dylan) - 6:49
3. Hamlet/It Was a Very Good Year (Don Ralke · Ervin Drake) - 7:45
4. Romeo and Juliet/How Insensitive (Insensatez) (Ralke · Antônio Carlos Jobim/Vinícius de Moraes/testo inglese di Norman Gimbel) - 6:46
5. Spleen/Lucy in the Sky with Diamonds (Don Ralke/Frank Davenport · John Lennon/Paul McCartney) - 5:54
6. The Transformed Man (Frank Davenport/Don Ralke) - 3:38